# Ветошный переулок
Вето́шный переу́лок (в 1957—1992 годах — прое́зд Сапуно́ва) — московский переулок в Китай-городе между Никольской улицей и Ильинкой. Расположен в Тверском районе Центрального административного округа.

## История
В XIX веке переулок между Никольской и Ильинкой улицами назывался Истерийским. По словам А. А. Мартынова это название объяснялось следующим:

В этой местности, неподалёку от Греческого монастыря, по левой стороне, по дороге к Кремлю, в узком переулке, был открыт первый кофейный дом, где собирались в праздничные дни греки, совещались о купеческих делах, ели разные кушанья, на вкус им привычные, пили гретое вино, кофе и курили табак. Сборище это греки называли евстиаторией, т. е. местом пирования; но русские скоро исказили иностранное название и начали называть, как эту евстиаторию, так и другие подобные гостиницы и даже кабаки истериями, а потом австериями. В 1773 году здесь был кабак с прозвищем Ветошная Австерия, по близости Ветошного ряда.

В 1888 году было решено расширить переулок до 6 сажен и преобразовать его в городской проезд, названный первоначально Ветошной улицей; вскоре, однако, возобладало название Ветошный переулок. Полагают, что в Ветошном ряду, который здесь находился, торговали старьём, ветхой одеждой. И, возможно, тканью с редкой основой, употребляемой на легкую одежду и на подкладку для верхней одежды.  В 1957—1992 годах — проезд Сапунова в память о Евгении Николаевиче Сапунове (1887—1917), участнике Октябрьской революции, погибшем в бою на Красной площади.

## Описание
Ветошный переулок проходит от Никольской до Ильинки вдоль восточного крыла Главного универсального магазина параллельно Красной площади. К переулку относятся дома по левой нечётной стороне.

## Здания и сооружения
По нечётной стороне:
- № 5/4 — Департамент регулирования государственного финансового контроля, аудиторской деятельности и бухгалтерского учета Министерства финансов РФ. Бывшее Шевалдышевское подворье, названо по имени купца Шевалдышева, хозяина подворья в 1788—1803 гг. До него территорией владели князья Хворостинины, позже Голицыны, с 1773 года — генерал-поручик С. М. Ржевский. Существующее здание построено в 1873 году купцом С. И. Алексеевым, архитектор Н. И. Финисов.[8] Ценный градоформирующий объект[9].
- № 7 — Доходный дом купцов Куприяновых (1873, архитектор А. Н. Стратилатов), ценный градоформирующий объект[9].
- № 9 — Доходный дом купца Ф. Ф. Пантелеева (1878, архитектор Н. Н. Васильев), ценный градоформирующий объект[9]. Сейчас — галерея «Неоклассика».
- № 11 — Казанское архиерейское подворье (XVII в., XVIII в., 1870, архитектор А. Н. Стратилатов), объект культурного наследия регионального значения[9]. Внесено в Красную книгу Архнадзора (электронный каталог объектов недвижимого культурного наследия Москвы, находящихся под угрозой)[10].
- № 13-15 — Торговое подворье Мещаниновых — И. Е. Гаврилова — Бубновых («Мещаниново подворье») (кон. XVIII в. — 2-я пол. XIX в., 1871—1884, архитектор А. Н. Стратилатов). В здании размещались магазины и трактир, подвальное, простонародное отделение которого получило прозвище «Бубновская дыра»[8][11]. Объект культурного наследия регионального значения[9].
- № 17, стр. 1 — Фасадный корпус Тёплых торговых рядов, единственный полностью сохранившийся (1889—1893, архитектор А. Н. Померанцев), объект культурного наследия регионального значения[9].

По чётной стороне:
- № 2/2/3/1 — Главный универсальный магазин, бывшие Верхние торговые ряды.

- Ветошный переулок (осень 2014)
- Ветошный переулок зимой